# ランド (ローマ教皇)
ランド（Lando, ? - 914年3月）は、第121代ローマ教皇（在位：913年8月 - 914年3月）。

## 生涯
出身はイタリア中部のサビーナ地方。家系は裕福な貴族で、銀行を生業にしていたという。913年8月に先代のアナスタシウス3世が死去したため、跡を継いだ。在位7か月にして、914年3月に死去した。
2013年3月にフランシスコが就任するまで1100年間、完全にオリジナルな教皇名を名乗った最も新しい教皇であった。